# 1. ваздухопловна ловачка бригада
Прва ваздухопловна ловачка бригада је била јединица оперативног ваздухопловства Југословенског краљевског ратног ваздухопловства. По свом саставу и наоружању била најјача јединица ваздухопловства.
Према ратном распореду зона дејства ове ваздухопловне ловачке бригаде је била заштита Београда и Војводине, северне Уже Србије, источне Босне и источне Славоније (види Дунавска и Дринска бановина).

## Шести ловачки пук
Састав овог ловачког пука у априлу 1941. године је био 37 авиона Месершмит Ме-109Е и 6 авиона домаће производње Рогожарски ИК-3.
- Командант пука, потпуковник Божидар Костић.
- Помоћник комананта пука, мајор Стеван Иванић.
- Ађутант пука, капетан I класе Стеван Крајиновић.
- Обавештајни официр пука, капетан Аћим Слијепчевић.
- На служби у команди пука, поручник Милан Стојановић.

### 32. ваздухопловна група
- Командант, мајор Данило Ђорђевић.

#### 103. ловачка ескадрила
- Командир, капетан I класе Илија Влајић.
- Капетан I класе Михо Клавора.
- Поручник Бојан Пресечник.
- Потпоручник Отмар Лајх.
- Потпоручник Добрица Новаковић.
- Потпоручник Јован Капешић.
- Н. в. т чиновник Бранислав Тодоровић.
- Наредник-водник Милутин Петров.
- Наредник-водник Владимир Горуп.

#### 104. ловачка ескадрила
- Командир, капетан I класе Боривоје Марковић.
- Капетан Божидар Ерцигој.
- Капетан Иво Новак.
- Поручник Васа Коларов.
- Поручник Вилим Ацигер.
- Наредник Драгомир Милошевић.
- Наредник Миливоје Бошковић.
- Наредник Звонимир Халамбек.

#### 142. ловачка ескадрила
- Командир, капетан I класе Милутин Гроздановић.
- Капетан Радислав Стаменковић.
- Капетан Милисав Великић.
- Поручник Ђорђе Кешељевић.
- Потпоручник Миодраг Алексић.
- Наредник Иво Рахек.
- Наредник Вељко Шталцер.

#### 16. аеродромска чета
- Командир, капетан I класе Јосип Хелебрант.

### 51. ваздухопловна група
- Командант, мајор Адум Ромео.

#### 102. ловачка ескадрила
- Командир, капетан I класе Милош Жуњић.
- Капетан Момчило Милосављевић.
- Капетан Михаило Николић.
- Потпоручник Миодраг Бошковић.
- Потпоручник Милош Дракулић.
- Потпоручник Аугуст Ковач.
- Потпоручник Драгослав Крстић.
- Наредник Ђорђе Стојановић.
- Наредник-водник Карло Штрбенк.
- Наредник Вукадин Јелић.
- Наредник Владимир Пузић.

#### 161. ловачка ескадрила
Ескадрила стационирана на аеродрому у Земуну.
- Командир, капетан I класе Тодор Гогић.
- Потпоручник Душан Борчић.
- Потпоручник Милош Гагић.
- Наредник Мирослав Семиз.
- Наредник Душан Вујичић.

#### 162. ловачка ескадрила
Ескадрила стационирана на аеродрому у Земуну.
- Командир, капетан I класе Саво Пољанец.
- Капетан Милан Ристић.
- Капетан Коста Антонов.
- Н. в. т. чиновник Едуард Банфић.
- Поручник Драган Бојовић.
- Наредник Добривоје Миловановић.

#### 17. аеродромска чета
- Командир, капетан I класе Михаило Ђорђевић.

## Други ловачки пук
- Командант пука, потпуковник Фрањо Пирц

### 31. ваздухопловна група
- Командант, мајор Илија Влајић

#### 101. ловачка ескадрила
- Командир, капетан Коста Лекић.

#### 141. ловачка ескадрила
- Командир, капетан Франц Бергинец.

### 52. ваздухопловна група
- Командант, мајор М. Благојевић.

#### 163. ловачка ескадрила
- Командир, капетан М. Бајагић.

#### 164. ловачка ескадрила
- Командир, капетан Иво Оштрић.

## Пилоти који су имали успех у обарању авиона
| Име и презиме       | Чин пилота                   | Оборио авиона | Посебно |
| Божидар Костић      | Потпуковник                  | 2             |         |
| Стеван Крајиновић   | Капетан прве класе           | 1             |         |
| Милан Стојановић    | Поручник                     | 1             |         |
| Данило Ђорђевић     | Мајор                        | 1             |         |
| Илија Влајић        | Капетан прве класе           | 1             |         |
| Михо Клавора        | Капетан прве класе           | 2             | Погинуо |
| Бојан Пресечник     | Поручник                     | 1             | Рањен   |
| Добрица Новаковић   | Потпоручник                  | 1             | Погинуо |
| Јован Капешић       | Потпоручник                  | 2             | Погинуо |
| Бранислав Тодоровић | Нижи војно-технички чиновник | 1             | Погинуо |
| Владимир Горуп      | Наредник - водник            | 1             | Погинуо |
| Боривоје Марковић   | Капетан прве класе           | 1             |         |
| Васа Коларов        | Поручник                     | 1             | Рањен   |
| Миливоје Бошковић   | Наредник                     | 1             | Погинуо |
| Милутин Гроздановић | Капетан прве класе           | 1             | Рањен   |
| Милисав Великић     | Капетан                      | 1             |         |
| Ђорђе Кешљевић      | Поручник                     | 2             |         |
| Миодраг Алексић     | Потпоручник                  | 2             |         |
| Милош Жуњић         | Капетан прве класе           | 1             | Погинуо |
| Милан Жуњић         | Капетан прве класе           | 1             |         |
| Михаило Николи      | Капетан                      | 1             | Рањен   |
| Миодраг Бошковић    | Потпоручник                  | 2             | Рањен   |
| Ђорђе Стојановић    | Потпоручник                  | 3             | Рањен   |
| Карло Штрбенк       | Наредник - водник            | 1             | Погинуо |
| Вукадин Јелић       | Наредник                     | 1             |         |
| Тодор Гогић         | Капетан прве класе           | 2             |         |
| Душан Борчић        | Потпоручник                  | 2             | Погинуо |
| Милисав Семиз       | Наредник                     | 4             |         |
| Душан Вујичић       | Наредник                     | 3             |         |
| Саво Пољанац        | Капетан прве класе           | 1             | Рањен   |
| Едуард Банфић       | Нижи војно-технички чиновник | 1             | Рањен   |
| Драган Бојовић      | Поручник                     | 1             | Рањен   |